# Margit L. McCorkle
Margit L. McCorkle, geb. Lundstrom (* 28. März 1942 in Madison bei Nashville, Tennessee) ist eine US-amerikanische Musikwissenschaftlerin und Pianistin, die sich insbesondere mit Werkverzeichnissen von Robert Schumann und Johannes Brahms große Verdienste erwarb. Sie lebt in Vancouver.

## Leben
In den USA geboren, übersiedelte Margit L. McCorkle 1972 mit ihrem Ehemann Donald M. McCorkle (1929–1978), Professor und Leiter des Music Department der University of British Columbia, nach Vancouver. Sie begann ihre Berufsausbildung als Konzertpianistin und Cembalistin und erweiterte diese durch ein  Ph.D.-Studium der Musikwissenschaft und Musikbibliographie an der University of Maryland.  Dort hatten die McCorkles gemeinsame Quellenstudien zur Musik von Johannes Brahms unternommen, die sie von 1966 bis 1978 in Vancouver fortsetzten.
Nach dem Tod ihres Ehemannes begann sie mit der Erstellung eines grundlegenden wissenschaftlichen thematischen Verzeichnisses sämtlicher Werke von Johannes Brahms unter der Schirmherrschaft der University of  British Columbia, Faculty of Arts. Dieses umfangreiche Projekt wurde durch namhafte Forschungsmittel der Social Sciences & Humanities Research Council of Canada gefördert und führte schließlich zur Veröffentlichung des Werkverzeichnisses durch den G. Henle Verlag in München im Jahre 1984. Zwei Jahre später wurde ihr „in Anerkennung ihrer besonderen Verdienste um die deutsche Musikliteratur“  von der Bundesrepublik Deutschland das Bundesverdienstkreuz am Bande verliehen.
1989 wurde McCorkle ermutigt, auch ein grundlegendes wissenschaftliches Verzeichnis aller Werke Robert Schumanns in Angriff  zu nehmen, diesmal unter der Schirmherrschaft der Robert-Schumann-Gesellschaft/-Forschungsstelle in Düsseldorf und Zwickau, das von der Peter-Klöckner-Stiftung (Duisburg) gefördert wurde. Bereits 2003 konnte dieses große Projekt als eine gemeinsame Publikation der Verlage G. Henle, München, und Schott Music International, Mainz, im Druck erscheinen. McCorkle wurde dafür 2007 mit dem Robert-Schumann-Preis der Stadt Zwickau (als Co-Preisträgerin) geehrt.
Margit L. McCorkle ist bis heute die einzige unter den Musikwissenschaftlern und -bibliographen, die als Lebenswerk zwei grundlegende Werkverzeichnisse großer klassischer Komponisten vorlegte.
Zu ihrer Bibliographie sind seit 1973 weitere Monographien, Artikel und wissenschaftliche Beiträge zu zählen, zu denen sie von internationalen Konferenzen oder für Publikationen im Zusammenhang mit Brahms oder Schumann aufgefordert wurde. Daneben war sie mit redaktionellen und editorischen Arbeiten zur Veröffentlichung von Musikwerken bzw. Faksimiles von Musikhandschriften von Brahms und Schumann betraut. Ihre gegenwärtigen wissenschaftlichen Aktivitäten gelten der englischen Übersetzung von deutschsprachigen wissenschaftlichen Beiträgen zu laufenden textkritischen Gesamtausgaben der Werke von Robert Schumann, Richard Strauss und Carl Maria von Weber (Schott Music International). Für jeden der beiden Komponisten hat sie  jeweils  mehr als ein Dutzend Bände bearbeitet. Ferner ist sie als Fachübersetzerin für die Musikverlage G. Henle (München) und Breitkopf & Härtel (Wiesbaden) tätig.

## Auszeichnungen
- 1986 Bundesverdienstkreuz am Bande der Bundesrepublik Deutschland.
- 2007 Robert-Schumann-Preis der Stadt Zwickau.

## Schriften

### Bücher
- Johannes Brahms. Thematisch-Bibliographisches Werkverzeichnis. Henle, München 1984, ISBN 3-87328-041-8.
- Robert Schumann. Thematisch-Bibliographisches Werkverzeichnis. Henle/Schott, München/Mainz 2003, ISBN 3-87328-110-4.

### Aufsätze (Auswahl)
- mit Donald McCorkle: Five Fundamental Obstacles in Brahms Source Research. In: Acta Musicologica. Band 48, 1976, S. 253ff.
- Die erhaltenen Quellen der Werke von Johannes Brahms. Autographe – Abschriften – Korrekturabzüge. In: Martin Bente (Hrsg.): Musik, Edition, Interpretation. Gedenkschrift Günther Henle. Henle, München 1980, ISBN 3-87328-032-9, S. 338–354.
- Die „Hanslick“-Walzer Opus 39. In: Susanne Antonicek, Otto Biba (Hrsg.): Kongressbericht, Brahms-Kongress Wien 1983. Schneider, Tutzing 1988, S. 379–386.
- The Role of Trial Performances for Brahms's Orchestral and Large Choral Works: Sources and Circumstances. In: George S. Bozarth  (Hrsg.): Brahms Studies I. Oxford 1990, S. 295–330.
- Von Brahms zu Schumann oder Reflexionen über das Erstellen von Werkverzeichnissen. In: Ute Bär (Hrsg.): Robert Schumann und die französische Romantik. Bericht über das 5. Internationale Schumann-Symposium der Robert-Schumann-Gesellschaft am 9. und 10. Juli 1994 in Düsseldorf. Schott, Mainz 1997, ISBN 3-7957-0335-2, S. 265–274.
- When Did Schumann Find Time to Compose? – Some Biographical Observations from a Bibliographical Project. In: Schumanniana nova. Festschrift Gerd Nauhaus zum 60. Geburtstag. Studio-Verlag, Sinzig 2002, S. 487–498.